# Mike Themsen
Mike Kofod Themsen (* 10. März 2006) ist ein dänischer Fußballspieler.
Er spielt derzeit bei Randers FC und ist zudem dänischer Nachwuchsnationalspieler.

## Laufbahn im Vereinsfußball
Mike Themsen spielte anfänglich bei Farum Boldklub und spielte danach beim FC Nordsjælland sowie beim FC Helsingør, ehe er zu Randers FC wechselte. Am 7. April 2024 gab er im Alter von 18 Jahren beim 3:1-Auswärtssieg bei Hvidovre IF sein Profidebüt in der Superliga. Seit dem 1. Juli 2024 besitzt Themsen einen Vertrag für die Profimannschaft, der eine Gültigkeit von drei Jahren hat.

## Laufbahn in der Nationalmannschaft
Mike Themsen läuft parallel zu seiner Vereinskarriere auch in dänischen Nachwuchsnationalmannschaften auf und vertrat sein Herkunftsland in den Altersklassen U18 und U19.